# Edvige di Kalisz
Edvige di Kalisz, anche citata come Jadwiga (1266 – 10 dicembre 1339), è stata una nobile polacca.
Come consorte di Ladislao I "il Breve" (Władysław I Łokietek) fu prima granduchessa di Polonia e poi regina. 
Fu la madre dell'ultimo re Piast di Polonia, Casimiro III.

## Biografia
Edvige era la seconda delle tre figlie nate da Boleslao il Pio e Iolanda (Jolanta), figlia del re Béla IV d'Ungheria. 
Il marito di Edvige, Ladislao I il Breve, era un acerrimo rivale di Venceslao II di Boemia, re di Polonia tra il 1291 e il 1305. La vita era pericolosa per Edvige e la sua famiglia durante questo periodo: lei e tre dei suoi figli dovettero nascondersi attorno al 1300. Nel 1305, Venceslao II morì e gli successe suo figlio, Venceslao III di Boemia. Questi regnò solo per un anno prima di essere assassinato dai tedeschi in circostanze misteriose, così la sua campagna in Polonia terminò. Sua moglie, Viola di Teschen, non gli aveva dato figli, quindi Ladislao il Breve poté assumere il controllo della Polonia.
Nel 1318 Ladislao iniziò i suoi tentativi per farsi riconoscere re della Polonia. Il papa, sebbene inizialmente riluttante, alla fine concesse la sua approvazione e Ladislao e Edvige furono incoronati re e regina di Polonia il 30 gennaio 1320 a Cracovia; fu creata una nuova corona per la nuova regina e in seguito fu utilizzata per incoronare altre regine della Polonia. L'incoronazione era un segno che il periodo della frammentazione interna della Polonia era terminata e il paese si era riunificato come regno indipendente sotto il governo di Ladislao. La Polonia ora aveva bisogno di alleati all'estero; così nel 1320, la figlia di Edvige e Ladislao, Elisabetta (1305–1380) sposò Carlo I d'Ungheria. Edvige svolse un ruolo attivo in politica durante il regno di suo marito.
Oltre a Elisabetta, Ladislao e Edvige ebbero altri cinque figli: Stefano († 1306), Ladislao († 1311/1312), Cunegonda (c. 1298-1331), Casimiro (1310–1370) e Edvige (m. 1320/1322). La regina Edvige assunse la reggenza di Stary Sącz nel 1334 quando Costanza di Świdnica, figlia di Cunegonda, si dimise per diventare suora.
Suo marito morì nel 1333. Edvige visse fino al 1339.

## Ascendenza
|                         |                      |                                  | Genitori                  |  |  | Nonni |  |  | Bisnonni       |  |  | Trisnonni |  |
|                         |                      |                                  |                           |  |  |       |  |  | Odon di Kalisz |  |  | …         |  |
|                         |                      |                                  |                           |  |  |       |  |  | Odon di Kalisz |  |  | …         |  |
|                         |                      | …                                |                           |  |  |       |  |  | Odon di Kalisz |  |  |           |  |
| Ladislao Odonic         |                      |                                  |                           |  |  |       |  |  | Odon di Kalisz |  |  |           |  |
|                         |                      | Vjaceslava Jaroslavna di Galizia | …                         |  |  |       |  |  |                |  |  |           |  |
|                         |                      | Vjaceslava Jaroslavna di Galizia | …                         |  |  |       |  |  |                |  |  |           |  |
|                         |                      | Vjaceslava Jaroslavna di Galizia | …                         |  |  |       |  |  |                |  |  |           |  |
| Boleslao il Pio         |                      | Vjaceslava Jaroslavna di Galizia |                           |  |  |       |  |  |                |  |  |           |  |
|                         |                      | Mestwin I di Pomerania           | Sobislaw di Danzica       |  |  |       |  |  |                |  |  |           |  |
|                         |                      | Mestwin I di Pomerania           | Sobislaw di Danzica       |  |  |       |  |  |                |  |  |           |  |
|                         |                      | Mestwin I di Pomerania           | …                         |  |  |       |  |  |                |  |  |           |  |
| Jadwiga di Pomerania    |                      | Mestwin I di Pomerania           |                           |  |  |       |  |  |                |  |  |           |  |
|                         |                      | Sinislawa                        | …                         |  |  |       |  |  |                |  |  |           |  |
|                         |                      | Sinislawa                        | …                         |  |  |       |  |  |                |  |  |           |  |
|                         |                      | Sinislawa                        | …                         |  |  |       |  |  |                |  |  |           |  |
| Edvige di Kalisz        |                      | Sinislawa                        |                           |  |  |       |  |  |                |  |  |           |  |
|                         | Andrea II d'Ungheria | Béla III d'Ungheria              |                           |  |  |       |  |  |                |  |  |           |  |
|                         | Andrea II d'Ungheria | Béla III d'Ungheria              |                           |  |  |       |  |  |                |  |  |           |  |
|                         | Andrea II d'Ungheria | Agnese d'Antiochia               |                           |  |  |       |  |  |                |  |  |           |  |
| Béla IV d'Ungheria      | Andrea II d'Ungheria |                                  |                           |  |  |       |  |  |                |  |  |           |  |
|                         |                      | Gertrude di Merania              | Bertoldo IV d'Andechs     |  |  |       |  |  |                |  |  |           |  |
|                         |                      | Gertrude di Merania              | Bertoldo IV d'Andechs     |  |  |       |  |  |                |  |  |           |  |
|                         |                      | Gertrude di Merania              | Agnese di Rochlitz        |  |  |       |  |  |                |  |  |           |  |
| Iolanda di Polonia      |                      | Gertrude di Merania              |                           |  |  |       |  |  |                |  |  |           |  |
|                         |                      | Teodoro I Lascaris               | …                         |  |  |       |  |  |                |  |  |           |  |
|                         |                      | Teodoro I Lascaris               | …                         |  |  |       |  |  |                |  |  |           |  |
|                         |                      | Teodoro I Lascaris               | …                         |  |  |       |  |  |                |  |  |           |  |
| Maria Lascaris di Nicea |                      | Teodoro I Lascaris               |                           |  |  |       |  |  |                |  |  |           |  |
|                         |                      | Anna Comnena Angelina            | Alessio III Comneno       |  |  |       |  |  |                |  |  |           |  |
|                         |                      | Anna Comnena Angelina            | Alessio III Comneno       |  |  |       |  |  |                |  |  |           |  |
|                         |                      | Anna Comnena Angelina            | Eufrosina Ducena Camatera |  |  |       |  |  |                |  |  |           |  |
|                         |                      | Anna Comnena Angelina            |                           |  |  |       |  |  |                |  |  |           |  |